# Acerías Showa

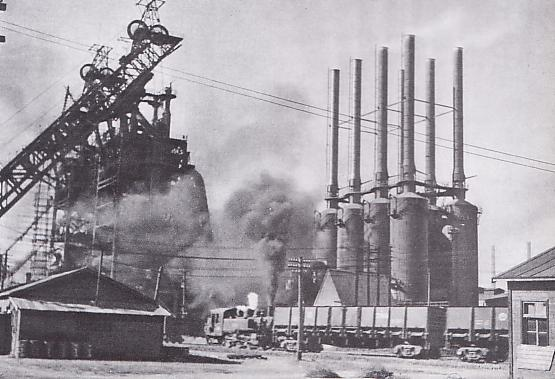
Acerías Shōwa a principios de la década de 1940.

Acerías Shōwa (昭和製鋼所, Shōwa Seitetsusho) (Hanyu Pinyin: Zhāohé Zhìgāngsuǒ; Wade-Giles: Chao1-ho2 Chih4-kang1-so3) fue una acería patrocinada por el gobierno japonés que fue una de las obras maestras del programa de industrialización para Manchukuo a finales de la década de 1930.
Acerías Shōwa comenzó como Acerías Anshan, una subsidiaria del Ferrocarril del Sur de Manchuria en 1918. La ciudad de Anshan en Liaoning fue elegida por su proximidad a los depósitos de mineral de hierro de Takushan y las obras ferroviarias en Mukden. La empresa utilizó hierro de baja calidad; en 1934 extrajo 950.000 toneladas. En 1933, después de una reorganización, pasó a llamarse Acerías Shōwa.
Acerías Shōwa producía arrabio y acero, y la acería pronto se vio rodeada por un gran complejo industrial de otras fábricas para producir una variedad de productos metálicos. Tuberías de Acero Sumitomo estableció una planta para producir tubos de acero y la Compañía de fabricación de rollos de Manchuria para producir rollos de acero. Para alimentar los hornos, se establecieron minas de carbón en Fushun, a 35 kilómetros al este, que también condujeron a plantas de energía eléctrica, plantas de licuefacción de carbón, fábricas de cemento, hornos de ladrillos. A fines de la década de 1930, había más de 780 plantas industriales japonesas en la provincia de Fengtian.
En 1937, bajo la dirección del Ejército de Kwangtung, el industrial japonés Yoshisuke Aikawa organizó un holding llamado Compañía de Desarrollo Industrial de Manchuria (Mangyō), un zaibatsu de Manchukuo con importantes participaciones en el Ferrocarril del Sur de Manchuria, copropiedad de Nissan y Manchukuo . El nuevo zaibatsu invirtió fuertemente en Acerías Shōwa y consiguió una participación mayoritaria.
Como parte del nuevo plan de negocios, Acerías Shōwa obtuvo la licencia del proceso Renn-Krupp de los fabricantes de acero alemanes y envió personas a la Alemania nazi para recibir capacitación a partir de septiembre de 1937. El equipo recibido de Krupp se instaló en 1939, lo que aumentó enormemente la eficiencia de producción.
La producción total de hierro procesado en Manchuria alcanzó 1.000.000 de toneladas en 1931-32, de las cuales casi la mitad fue fabricada por Acerías Shōwa; La producción de hierro creció a 7.000.000 de toneladas en 1938. En 1941, Acerías Shōwa tenía una capacidad total de producción de 1.750.000 toneladas de barras de hierro y 1.000.000 de toneladas de acero procesado. En 1942, la capacidad de producción total de Acerías Shōwa alcanzó las 3.600.000 toneladas, lo que la convierte en uno de los principales centros siderúrgicos del mundo.
Por lo tanto, fue de importancia estratégica en la Guerra del Pacífico y fue objeto de ataques constantes por parte de los bombarderos estratégicos B-29 Superfortress de la USAAF. El Ejército Imperial Japonés separó el 1.º Chutai (unidad) del 104.º Sentai (escuadrón) del Servicio Aéreo del Ejército Imperial Japonés, a Anshan, con otros escuadrones aéreos con fines de defensa industrial. Aunque esta unidad estaba equipada con modernos cazas Nakajima Ki-84 Ia (tipo Manshū) "Hayate" Frank, fabricados por la Compañía Aeronáutica Manshū, la planta sufrió graves daños por los ataques aéreos, perdiendo hasta un 30% de su capacidad.
Después del final de la guerra, las fuerzas del Ejército Rojo de Trabajadores y Campesinos desmantelaron todo lo que quedaba de Acerías Shōwa y lo enviaron a la Unión Soviética. Luego, los comunistas chinos ocuparon las ruinas y reconstruyeron la fábrica de Acerías Anshan, que sigue siendo una de las principales plantas de producción de acero en la China moderna.
Como nota al margen, en una de las misiones de los B-29 Superfortress, un avión comandado por el Capitán Howard Jarrel sufrió daños en el motor a través de una explosión antiaérea japonesa sobre la zona objetivo de Anshan. En lugar de aterrizar en territorio japonés, decidió aterrizar en Vladivostok, dos horas al noreste, en el Extremo Oriente ruso. Como la Unión Soviética seguía siendo neutral en la Guerra del Pacífico, cuando aterrizó el bombardero, todos los tripulantes fueron arrestados de inmediato y el avión confiscado. Este incidente llevó al desarrollo del bombardero soviético Tu-4 "Bull", una copia del B-29 por ingeniería inversa.